# Domenico Cancian

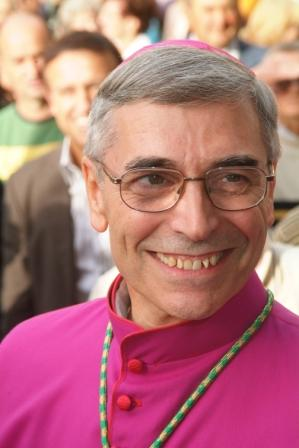
Bischof Domenico Cancian

Domenico Cancian FAM (* 6. April 1947 in Mareno di Piave) ist ein italienischer Ordensgeistlicher und emeritierter römisch-katholischer Bischof von Città di Castello. 

## Leben

Bischofswappen

Domenico Cancian trat der Ordensgemeinschaft der Söhne der barmherzigen Liebe bei, legte die Profess am 15. August 1971 ab und empfing am 18. Juli 1972 die Priesterweihe. Das Ordenskapitel wählte ihn am 15. Juli 2004 zum Generalsuperior. 
Papst Benedikt XVI. ernannte ihn am 16. Juni 2007 zum Bischof von Città di Castello. Der Erzbischof von Florenz, Ennio Kardinal Antonelli, spendete ihm am 15. September desselben Jahres die Bischofsweihe; Mitkonsekratoren waren Pellegrino Tomaso Ronchi OFMCap, Altbischof von Città di Castello, und Giovanni Scanavino OESA, Bischof von Orvieto-Todi. Die Amtseinführung im Bistum Città di Castello fand am 23. September 2007 statt. Als Wahlspruch wählte er Sicut Dilexi Vos.
Am 7. Mai 2022 nahm Papst Franziskus seinen altersbedingten Rücktritt an.